# ロシアン・トップチーム
ロシアン・トップチーム（英: Russian Top Team、略称: RTT）は、ロシアの総合格闘技チーム。リングス・ロシアの名称でも知られる。

## 主な元所属選手
- ウラジミール・パコージン - 元代表
- ヴォルク・ハン - 代表
- エメリヤーエンコ・ヒョードル - レッドデビル・スポーツクラブに移籍
- エメリヤーエンコ・アレキサンダー - レッドデビル・スポーツクラブに移籍
- セルゲイ・ハリトーノフ
- ニコライ・ズーエフ
- アンドレイ・コピィロフ
- イリューヒン・ミーシャ
- ヴォルク・アターエフ
- ラバザノフ・アフメッド
- コーチキン・ユーリ
- ユーリ・ベキシェフ
- セルゲイ・イグナチェフ
- バロージャ・クレメンチェフ